# Minion
Pour les articles homonymes, voir Les Minions et Minions (Cornouailles).
Pour l’article ayant un titre homophone, voir Mignon (homonymie).
Minion est une police de caractères sérif dessinée par Robert Slimbach en 1990 pour Adobe.
Les caractères cyrilliques sont ajoutés en 1992, et la version OpenType Minion Pro est publiée en 2000. Cette version reçoit un prix bukva:raz! de l’Association typographique internationale pour ses caractères grecs.

## Minion
Minion est une police PostScript contenant le jeu de caractère ISO-Adobe. La police possède plusieurs variantes de tailles optiques différentes : Normal et Display.
Minion Expert, un paquet de fontes contenant des petites capitales, des ligatures, des chiffres elzéviriens et des lettres ornées est aussi produit par Slimbach.
La Minion Cyrillic est produite comme équivalent de Minion pour l’écriture cyrillique.

## Minion MM
En 1992, une version Multiple Master de Minion est produite, permettant de choisir la taille optique et la graisse librement à l’aide de cette technologie.

## Minion Web
Une version TrueType (TTF) est produite et distribuée comme paquet d’extension de Microsoft Internet Explorer 4 en 1997 au côté de Myriad, Caflish Script, Mezz, Penumbra et Giddyup.
Minion Web Pro est une version étendue de la police TrueType, couvrant les jeux de caractères Adobe CE et Adobe Western 2.

## Minion Pro
En 2000, Adobe produit une version OpenType (OTF/CFF) avec un jeu de caractères plus étendu et des variantes de tailles optiques différentes : Caption, Normal, Subhead et Display. Cette version est basée sur Minion MM.

## Minion Math
Johannes Küster de Typoma GmbH produit une police mathématique de Minion, appelée typoma MnMath. Celle-ci est disponible pour LaTeX pour les applications utilisant la table OpenType MATH.